# Gerda Ring
Pour les articles homonymes, voir Ring.
Gerda Ring Christensen, née le 11 mai 1891 à Kristiansand et morte le 12 janvier 1999 à Oslo, est une actrice de théâtre norvégienne avant de se reconvertir dans l'enseignement et la mise en scène au Nationaltheatret à Oslo.

## Carrière
Née en mai 1891 à Kristiansand, Gerda Ring est la fille de l'écrivaine Barbra Ring (1870-1955) et de Thorvald August Kirsebom (1856-1911).
Elle fait ses débuts le 17 décembre 1911 au Det Ny Teater (Copenhague) dans la pièce comique Kongens hjerte dans le rôle de Lersol, pièce écrite par sa mère. Elle retourne ensuite en Norvège où elle intègre la troupe du Nationaltheatret à Oslo. Ses rôles les plus remarquables sont celui de Charlotte dans Gerts de Gunnar Heiberg ; Roxane dans Cyrano de Bergerac d'Edmond Rostand ; Hedvig dans Le Canard sauvage d'Henrik Ibsen ou ensore celui d'Eleonora dans Pâques d'August Strindberg. En 1933, elle obtient son plus grand rôle, celui de la Dame dans Le Chemin de Damas de Strindberg.
Pendant l'occupation de son pays, elle refuse la nazification de la vie culturelle norvégienne et mène la grève des acteurs de 1941. Pendant cinq semaines à compter du 21 mai, les acteurs norvégiens font grèves en signe de refus face à la progressive mainmise des occupants sur les théâtres où certaines auteurs norvégiens étaient interdits. Après plusieurs menaces de représailles, la grève prend fin et certains acteurs sont obligés de fuir en Suède dont Gerda Ring. Là, elle met en scène des pièces d'auteurs norvégiens.
À partir de 1930, elle ne joue plus et se tourne vers l'enseignement au sein du Nationaltheatret. Parmi les pièces auxquelles elle participe, on trouve Gerts et Kong Midas de Gunnar Heiberg ainsi que Paul Lange og Tora Parsberg de Bjørnstjerne Bjørnson. Elle monte également des versions des Mains sales de Jean-Paul Sartre et Un tramway nommé Désir et La Chatte sur un toit brûlant de Tennessee Williams. En plus de son travail régulier à Oslo, elle est invitée à monter des pièces pour d'autres théâtre comme le Théâtre royal danois ou le Centre national des arts du spectacle à Pékin.
Elle meurt en janvier 1999 à l'âge de 107 ans.

## Distinctions
- 1956 :  Chevalier de 1re classe de l'ordre de Saint-Olaf[1].